# ماریا لوس گالیسیا
ماریا لوس گالیسیا (اسپانیایی: María Luz Galicia‎؛ زادهٔ ۲ فوریهٔ ۱۹۴۰) بازیگر اهل اسپانیا است.
از فیلم‌ها یا برنامه‌های تلویزیونی که وی در آن نقش داشته است، می‌توان به فلامنکو و انتقام زورو اشاره کرد.